# 제시 스펜서
제시 고든 스펜서(Jesse Gordon Spencer, 1979년 2월 12일 ~ )는 《하우스》의 로버트 체이스 역으로 알려진 오스트레일리아의 배우이다. 어린 나이부터 연기를 했다. 첫 작품은 1994년 타임 트랙스라는 드라마이다. 하우스에 출연하기전 1994년에서 2000년까지 드라마 《네이버즈》에서 빌리 케네디의 역을 맡아 영국과 호주에서 이름을 알렸다. 《네이버즈》에서 하차한 후 미국에서 《스위밍 업스트림》과 《업타운 걸》에 출연했다. 2006년 스펜서는 피플지에서 "가장 아름다운 사람들 100인"중 한 명으로 선정되었다.

## 가족 관계
스펜서는 멜버른에서 태어났다. 그의 부모 로빈과 로드니 스펜서는 극우 단체 추가이민을 반대하는 호주인의 창시자이다. 스펜서의 아버지와 남매는 모두 의사이다. 형들의 이름은 타니와 루크이고 1982년에 태어난 여동생 폴리가 있다. 어릴 때 캔터버리 초등학교와 말번중앙학교와 스카치 칼리지를 재학했다. 10학년 당시 빌리 케네디라는 배역을 위해서 오디션 했다. 1997년 고등학교를 졸업했다. 2006년 12월 23일 파리 시에서 제니퍼 모리슨에게 청혼을 했고 약혼을 한 사이였지만 2007년 8월 약혼을 취소했다고 밝혔다.

## 출연 작품
- 《타임 트랙스》 (1994)
- 《네이버즈》 (1994 -2000)
- 《탈리스만의 저주》 (제레미) (2000)
- 《위닝 런던》 (2001)
- 《스트랜디드》 (2002)
- 《스위밍 업스트림》 (2003)
- 《업타운 걸》 (2003)
- 《하우스》 (2004 - 2012)
- 《시카고 파이어》 (2012-)